# Vyšný Mirošov
Vyšný Mirošov (in ungherese Felsőmerse) è un comune della Slovacchia facente parte del distretto di Svidník, nella regione di Prešov.